# Бескарагайский район
Бескарага́йский район (каз. Бесқарағай ауданы) — район  Абайской области в Казахстане. Административный центр района — село Бескарагай.

## География
На востоке район граничит с Бородулихинским районом, на юге — с территорией городской администрации города Семей и Жанасемейским районом, на юго-западе — с городской администрацией города Курчатов и Майским районом Павлодарской области, на северо-западе — с Аккулинским районом Павлодарской области, на северо-востоке — с Михайловским и Угловским районами Алтайского края Российской Федерации, протяжённость государственной границы составляет 89 км.
Климат континентальный. Средняя температура января — −17°С, июля — 20°С. Годовое количество атмосферных осадков — 250—300 мм. Почвы каштановые песчаные и супесчаные.
Бескарагайский район расположен в сухостепной подзоне на правобережье реки Иртыш. Гидрологической особенностью района является его расположение на месте огромного скопления подземных пресных вод. Озёра района большей частью солёные, крупнейшие из них: Шошкалы, Саркырамаколь, Сормойылды.
Рельеф района в основном равнинный. Лишь восточную часть занимает увал Балапан высотой до 310 м, являющийся южной границей Кулундинской равнины.
На западе район пересекает река Иртыш. Для правобережья Иртыша характерны гряды, разделённые ложбинами. На песчаных массивах Прииртышья растут ленточные боры. В районе пять основных таких массивов. Своё название «Бескарагай» (каз. «бес қарағай» — «пять сосен») район получил, благодаря этим пяти лесным массивам уникального реликтового ленточного бора.
На территории района расположены 6 филиалов Государственного лесного природного резервата «Семей-орманы», с лесопокрытой площадью в 390 804 га.
Территория района непосредственно примыкает к зоне Семипалатинского ядерного полигона, где в период с 1949 по 1990 годы проводились подземные и воздушные испытания ядерного оружия. Согласно Закону Республики Казахстан 1992 года «О социальной защите граждан, пострадавших вследствие ядерных испытаний на Семипалатинском ядерном полигоне», четыре населённых пункта отнесены к чрезвычайной, остальная территория района — к максимальной зоне поражения.
Протяжённость автомобильных дорог района — 548 км. Территорию района пересекает международная автомобильная дорога M-38.

## История
17 января 1928 года из Бегеневской и Бескарагайской волостей Семипалатинского уезда образован Бескарагайский район Семипалатинского округа с центром ауле Бегень.
20 февраля 1932 года образована Восточно-Казахстанская область, в состав которой вошёл Бескарагайский район с центром в посёлке Семиярск.
4 февраля 1938 года Бескарагайский район был включён в состав вновь образованной Павлодарской области.
9 мая 1959 года Бескарагайский район с центром в селе Большая Владимировка передан из Павлодарской в Семипалатинскую область.
19 апреля 1961 года из Ново-Покровского района передан Байуакский сельсовет.
2 января 1963 года в состав Бескарагайского района переданы Глуховский и Жиеналинский сельсоветы упразднённого Ново-Покровского района.
12 марта 1963 года Чаганский поссовет передан в административное подчинение Семипалатинскому горсовету.
31 января 1966 года Глуховский и Жиеналинский сельсоветы переданы в состав вновь образованного Жана-Семейского района.
30 августа 1996 года из упразднённого Жана-Семейского района в состав Бескарагайского района передан Глуховский сельский округ.
3 мая 1997 года Семипалатинская область упразднена, Бескарагайский район вошёл в состав Восточно-Казахстанской области.

## Население
Национальный состав (на начало 2019 года):
- казахи — 12 840 чел. ( 68,70 %)
- русские — 4 685 чел. (25,07 %)
- немцы — 477 чел. (2,55 %)
- татары — 379 чел. (2,03 %)
- украинцы — 150 чел. (0,80 %)
- уйгуры — 28 чел. (0,15 %)
- белорусы — 15 чел. (0,08 %)
- азербайджанцы — 11 чел. (0,06 %)
- узбеки — 11 чел. (0,06 %)
- киргизы — 7 чел. (0,04 %)
- другие — 86 чел. (0,46 %)
- Всего — 18 689 чел. (100,00 %)

## Административно-территориальное деление
Бескарагайский район делится на 10 сельских округов, в которых находится 30 сельских населённых пунктов:
| Сельский округ                    | Население, чел. (2009) | Населённые пункты                                                                                 |
| --------------------------------- | ---------------------- | ------------------------------------------------------------------------------------------------- |
| Баскольский сельский округ        | 1800                   | село Карагайлы, село Башкуль, село Букебай                                                        |
| Бегенский сельский округ          | 1680                   | село Бегень, Бегенский лесхоз                                                                     |
| Бескарагайский сельский округ     | 4377                   | село Бескарагай                                                                                   |
| Глуховский сельский округ         | 2879                   | село Глуховка, село Стеклянка, село Джеланды, село Белокаменка, село Бирлик, село Старая Крепость |
| Долонский сельский округ          | 1789                   | село Долонь, село Бодене, село Мостик, село Черёмушка                                             |
| Ерназаровский сельский округ      | 2440                   | село Ерназар, село Коянбай, Морозовский лесхоз                                                    |
| Жетижарский сельский округ        | 1517                   | село Жетижар, село Кривинка, село Лесное, село Грачи                                              |
| Канонерский сельский округ        | 1823                   | село Канонерка, село Карамырза, лесхоз Карабаш                                                    |
| Карабасский сельский округ        | 2235                   | село Карабас, село Ондирис                                                                        |
| Маловладимировский сельский округ | 1670                   | село Малая Владимировка, село Бозтал                                                              |

## Акимы
- Шалкар Заманбекович Байбеков с 4.11.2019[10]